# Jorge Quintanal
Jorge Esteban Quintanal Linares (ur. 27 sierpnia 1974) – gwatemalski judoka. Olimpijczyk z Sydney 2000, gdzie zajął siedemnaste miejsce w wadze półlekkiej.
Piąty na igrzyskach panamerykańskich w 1999. Trzeci na mistrzostwach karaibskich w 2001 roku.

## Letnie Igrzyska Olimpijskie 2000
| Konkurencja | Eliminacje                | Repasaże            | Klas. końcowa |
| Konkurencja | Przeciwnik I              | Przeciwnik I        | Miejsce       |
| ----------- | ------------------------- | ------------------- | ------------- |
| 66 kg       | Larbi Benboudaoud (FRA) P | Han Ji-hwan (KOR) P | 17.           |